# Timour Mirochnytchenko
Pour les articles homonymes, voir Timour (homonymie).
Timour Valeriyovych Mirochnytchenko (en ukrainien : Тімур Валерійович Мірошниченко ; né le 9 mars 1986 à Kiev) est un présentateur de télévision ukrainien sur la chaîne publique nationale Pershyi Natsionalnyi.

## Biographie
Durant ses années d'étudies, Mirochnytchenko a été un membre d'une équipe d'étudiants dans l'émission KVN.
Sa carrière à la télévision débute en 2005 où il commente le Concours Eurovision de la chanson junior 2005 qui est le premier Concours Eurovision junior diffusé en Ukraine. En 2007, il devient le commentateur en Ukraine du Concours Eurovision de la chanson et remplace Pavlo Shylko. Il commente tous les Concours Eurovision sur la chaîne Pershyi Natsionalnyi depuis cette date. Également, il présente l'émission « Як це? » (« Comment est-il ? ») sur cette chaîne.
Enfin, il a présenté le Concours Eurovision de la chanson junior 2009 qui se tenait à Kiev avec Ani Lorak et présenta pour la seconde fois ce concours puisqu'il anima l'édition 2013 de la compétition, cette fois-ci en duo avec Zlata Ognevich.
Les 9, 11 et 13 mai 2017, il présente l'édition 2017 du Concours Eurovision de la Chanson en compagnie d'Oleksandr Skichko et de Volodymyr Ostapchuk.
Depuis 2022, il présente la sélection nationale Ukrainienne « Євробачення. Національний відбір » pour le Concours Eurovision de la chanson.